# کیم یونگ-سو (وزنه‌بردار)
کیم یونگ-سو (انگلیسی: Kim Yong-su؛ زادهٔ ۱۹۶۵) وزنه‌بردار اهل کره شمالی بود.
وی در مسابقات کشوری و بین‌المللی در مجموع برندهٔ ۱ مدال نقره شده‌است.